# Haschich
Pour les articles homonymes, voir Shit.
 (mai 2016).

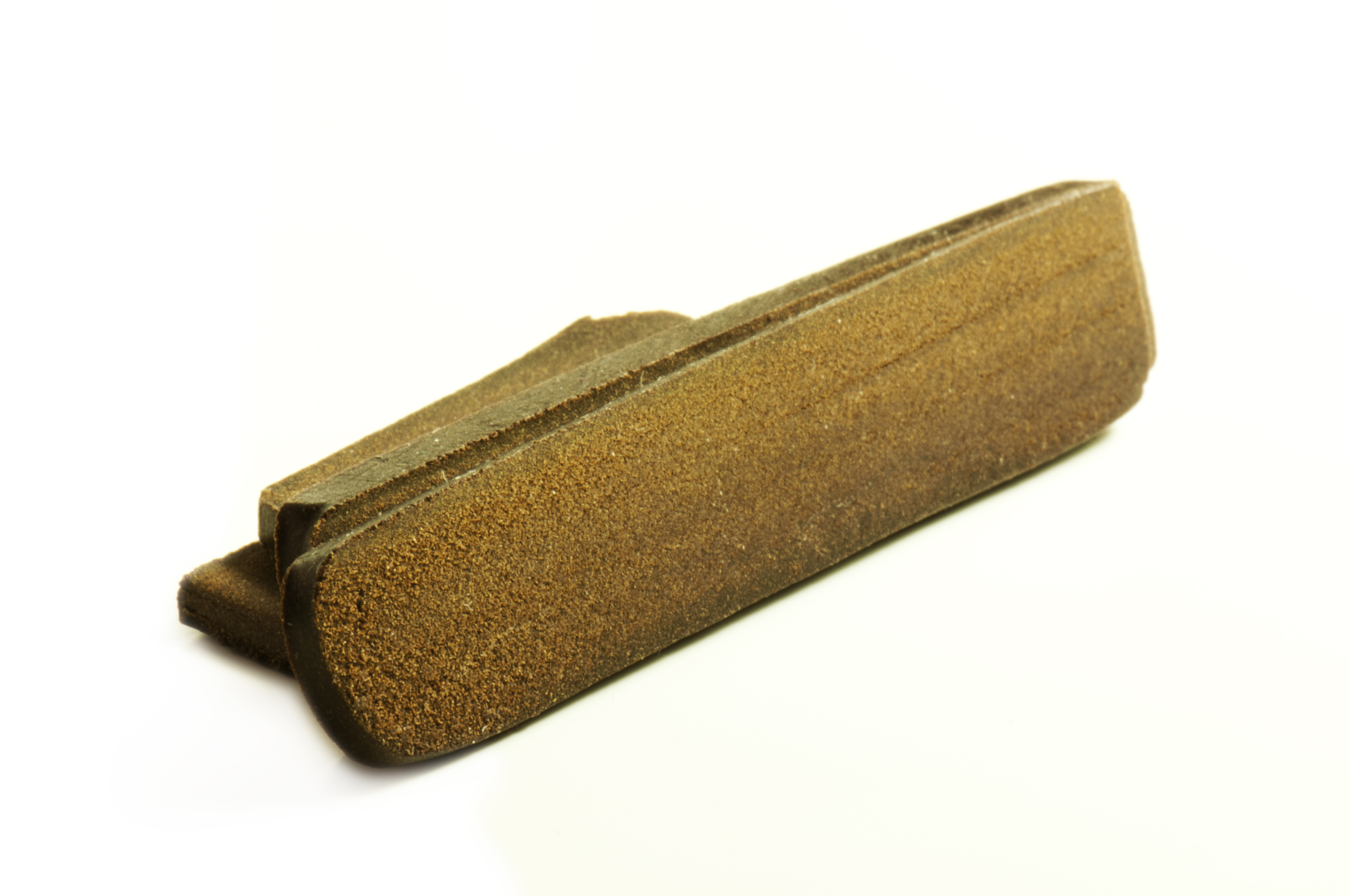
Résine de cannabis.

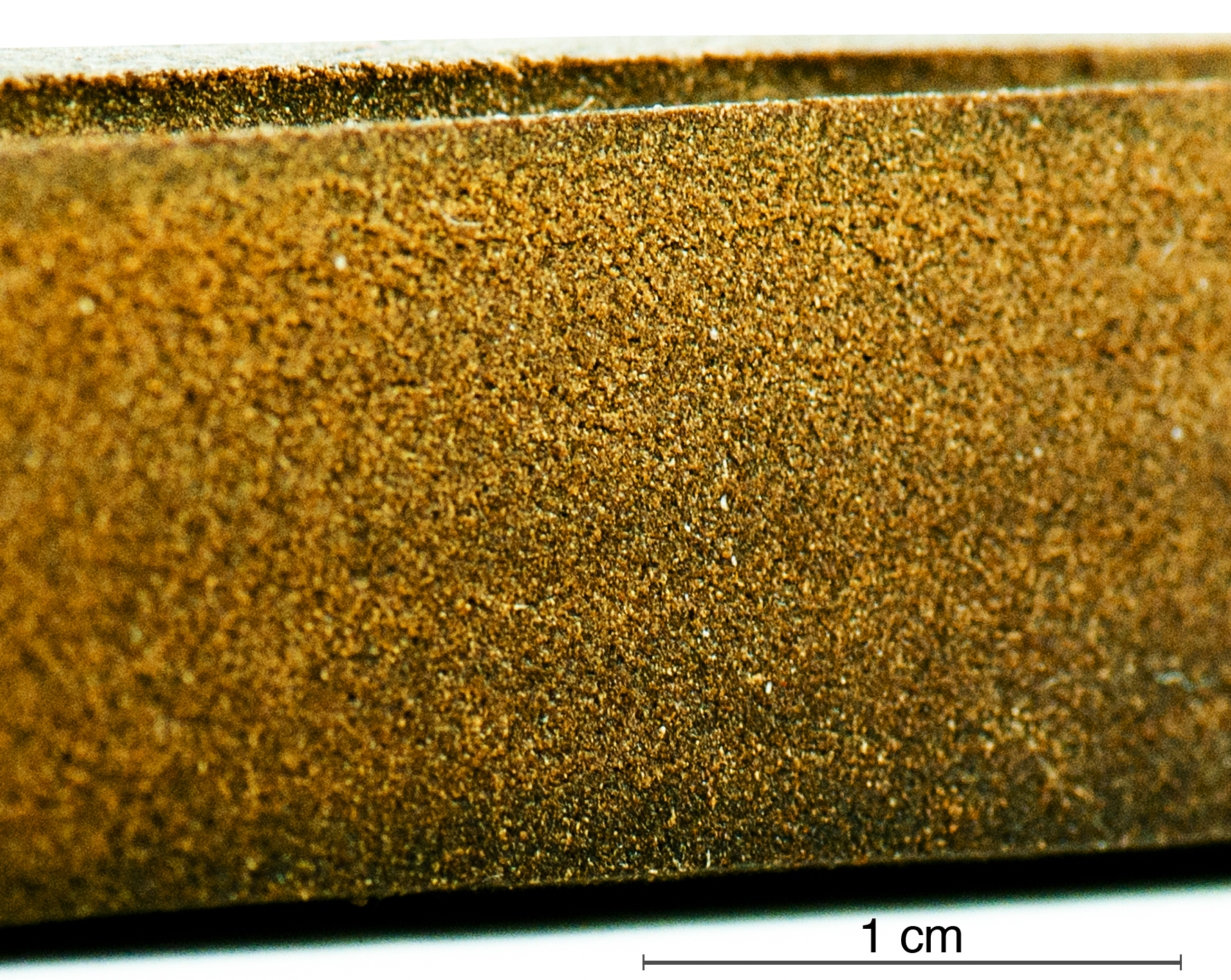
Résine de cannabis / macrophotographie x17.

Le haschich , aussi transcrit hachich, haschisch ou même hachisch, est le nom donné couramment à la résine de cannabis. Il est issu d'une extraction de la résine des fleurs femelles de cannabis.

## Étymologie
Certaines sources indiquent que l'utilisation du haschich (en arabe : حَشيش [ḥašīš], « foin ; herbe ») a donné lieu au mot assassin,, bien que cela soit contesté ailleurs (Daftary 2010) comme un mensonge fantastique fondé sur l'ignorance du milieu spécifique des Croisades chrétiennes médiévales. Quoi qu'il en soit, le consensus scientifique général est que le haschich affecte négativement le fonctionnement cognitif qui soutiendrait la sujétion, le comportement d'assassinat pourrait donc être lié à l'utilisation du haschisch.
Au Moyen Âge, une secte chiite du Moyen-Orient fait parler d'elle. Celle des Hashâchines ou Nizârites : la rumeur prétend que les membres de cette secte sont conditionnés par leur chef à tuer sous l'emprise du haschich, d'où leur nom. Par la suite en Italie au XIIIe siècle, le mot est repris en assassino pour désigner soit les chefs musulmans combattant les chrétiens, soit les tueurs à gages, enfin en France au XVIe siècle il prend la forme assassin et désigne les tueurs à gages, avant de prendre le sens plus large de meurtrier. Cette hypothèse, qui a inspiré bien des auteurs, de Marco Polo à Smolderen, scénariste de la bande dessinée Gipsy, est contestée.

## Histoire
Le haschich est un produit manufacturé issu du chanvre appelé également par son nom latin cannabis.
Depuis l'Antiquité, certains êtres humains ingèrent du haschich.
Au début du XIXe siècle, les scientifiques qui accompagnent Napoléon dans sa campagne d'Égypte, s'intéressent au haschich. Le psychiatre Jacques Moreau de Tours tente d'élaborer des traitements pour ses malades et publie Du Haschich et de l'aliénation mentale. Notamment associé au potassium, il a été régulièrement utilisé comme médicament psychotrope dans les asiles d'aliénés français comme le relève le « Rapport sur le Service des Aliénés» de 1874 destiné au Ministre de l'Intérieur.
Ce psychotrope connaît aussi une certaine vogue dans les milieux artistiques parisiens. Des médecins, des artistes et écrivains se réunissent pour l'expérimenter, dans un hôtel particulier parisien au 17 du quai d'Anjou. C'est le Club des Hashischins, qui fut fondé en 1845 par le médecin Moreau de Tours. La mode est alors à la consommation sous forme de dawamesk, c'est-à-dire une confiture orientale confectionnée à partir de l'extrait gras des inflorescences. Plusieurs œuvres littéraires témoignent de ces séances : Club des Hashischins de Théophile Gautier est l'une d'elles, Le Comte de Monte-Cristo d'Alexandre Dumas mentionne plusieurs fois la consommation de dawamesk. Arthur Rimbaud ou Paul Verlaine sont également réputés pour avoir été des consommateurs invétérés, ils associaient de plus la consommation du haschich avec celle de l'absinthe. Charles Baudelaire lui a consacré un opuscule (Le hachish dans Du vin et du hachisch) et les cinq premiers poèmes des Paradis artificiels. Il est à noter cependant que le « hachisch » décrit par Baudelaire pourrait désigner une drogue assez différente de celle que nous connaissons aujourd'hui, puisqu'elle se compose d'après lui « d'une décoction de chanvre indien, de beurre et d'une petite quantité d'opium ».

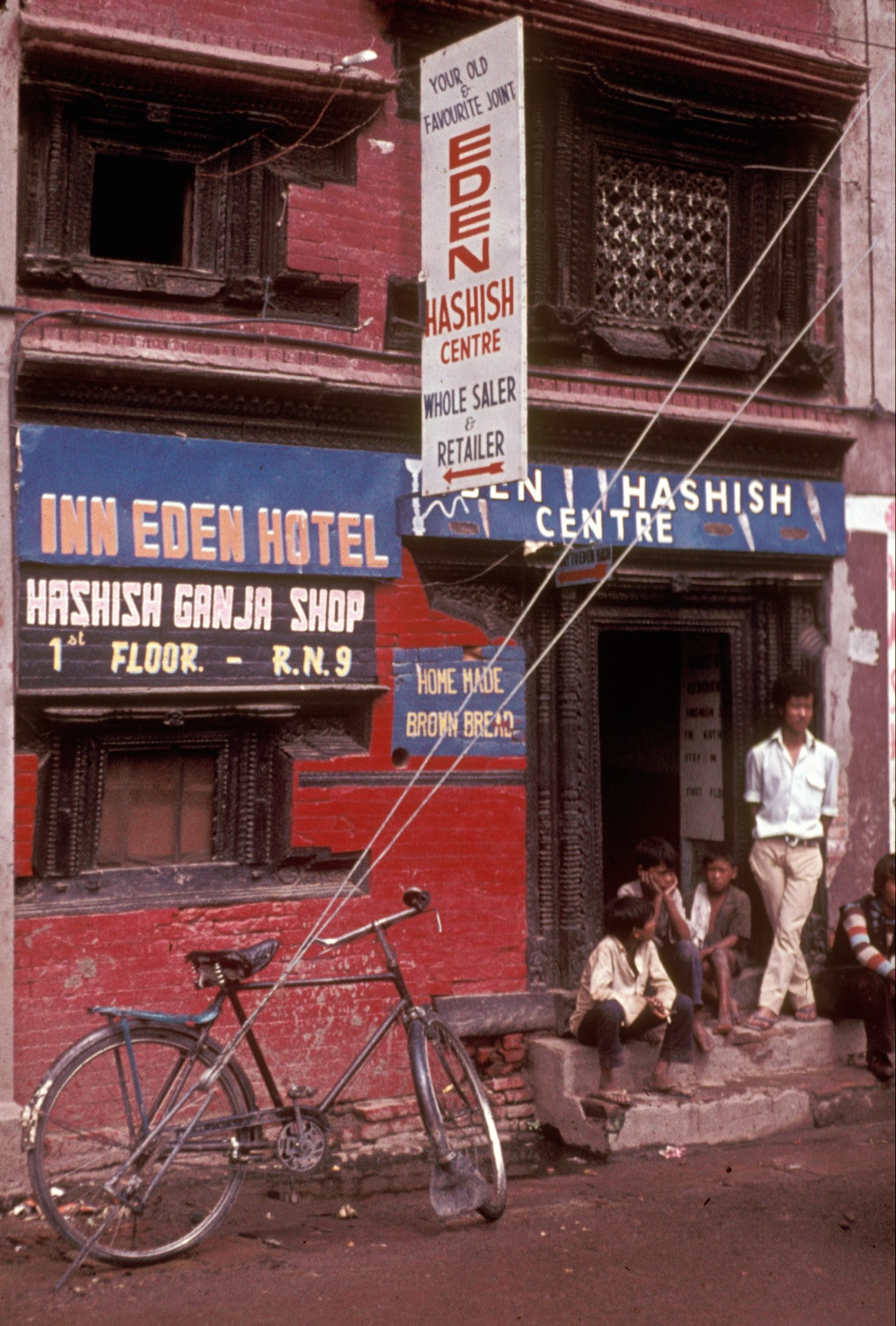
Boutique vendant du haschich à Katmandou en 1973.

Le haschich est, depuis sa banalisation de la deuxième moitié du XXe siècle, surtout fumé, sous diverses formes telles que joint, pipe à eau (bang), pipe en terre cuite en métal ou en bois, chalice, à l'aide d'une cigarette et d'une bouteille, à l'aide de couteau, etc.

## Production

### Fabrication
Le Maroc est le premier producteur mondial de résine de cannabis. Cette activité génère 12 milliards de dollars.
La résine de cannabis est issue des glandes sécrétoires des feuilles et fleurs que porte la plante femelle (bien qu'ils contiennent du THC, les plants mâles ne produisent pas de résine).
Diverses techniques d'élaboration du haschich sont employées dans le monde. La plus répandue, utilisée dans le monde arabe, consiste à faire sécher les plantes, puis à les tamiser afin de séparer les gouttes de résine de la matière végétale. Selon la finesse du tamis, plusieurs qualités sont obtenues.
Henry de Monfreid, dans La Croisière du haschich, décrit de manière précise et littéraire cette méthode qu'il a eu l'occasion d'observer dans une ferme grecque, où il s'était rendu pour acquérir du haschich destiné à la contrebande vers l'Égypte.
La résine peut être ensuite stockée afin de la bonifier (en Afghanistan, où la résine est conservée dans des sacs en peaux de chèvre, le stockage avant pressage peut aller jusqu'à dix ans). La résine poudreuse est ensuite pressée, après chauffage.

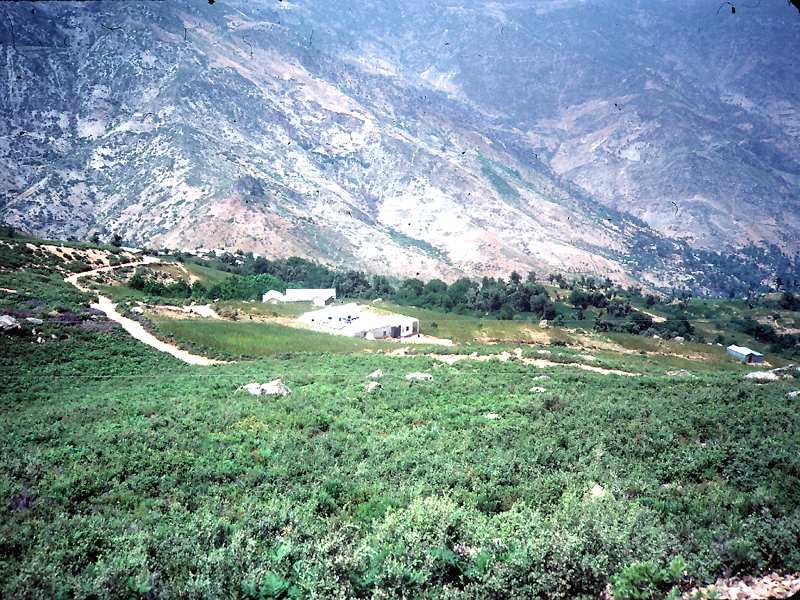
Champs de cannabis dans le Rif, au Maroc.

Au Maroc, des presses hydrauliques sont utilisées pour produire des plaquettes dures, de couleur jaunâtre/verte/marron (pour l'exportation uniquement). Une anecdote révèle que c'est pour boycotter les cigarettes françaises (en vente au Maroc pendant la période du Protectorat français du Maroc) que le roi Mohammed V donna par décret royal, le droit de planter du kif aux cultivateurs dans la région de Ketama (par ailleurs cultivé depuis plus de 500 ans dans la région). Il faudra attendre le début des années 1970 pour voir arriver dans cette région des hippies, venus fumer le kif marocain. Ils montrèrent aux cultivateurs ketamis les techniques apprises en Afghanistan et au Liban pour faire sécher les plantes, séparer et compresser la résine.
En Afghanistan, on peut également presser la garda (nom local de la résine non pressée) à la main. Sinon, celle-ci est versée dans un grand mortier sous lequel est allumé un feu. Lorsqu'elle est suffisamment chaude, une lourde pierre est actionnée afin de presser la résine. Le produit obtenu, appelé charas, est de couleur vert foncé à noir, très mou et très odorant.
Dans la région de l'Himalaya, le haschich s'appelle également charas, mais l'influence hindoue fait que l'on ne coupe pas les plantes (le cannabis est sacré dans l'hindouisme). La résine est récoltée en frottant les sommités fleuries avec les mains. Au bout d'un certain temps, la résine s'accumule sur les paumes et les doigts. Celle-ci est alors grattée, et forme le charas de l'Himalaya. Comme pour la résine tamisée, le charas fabriqué de cette façon nécessite une période de bonification avant de pouvoir révéler toute sa palette de saveurs et d'effets.
Chaque région possède ses substances de coupe spécifiques. À noter que la présence de tels produits n'est pas systématique, et c'est généralement le haschich destiné à l'exportation qui est frelaté.

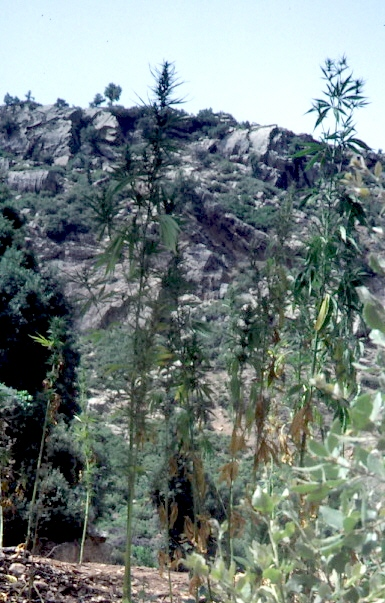
Plants de cannabis dans le Rif, au Maroc.

C'est dans le haschich marocain que l'on trouve le plus d'adjuvants nocifs, tels que médicaments psychotropes, cirage, cire, colle, huile de vidange, henné. La « savonnette » qui était très répandue en France dans les années 1990, était souvent composée de feuilles de cannabis pulvérisées, liées avec de la paraffine ou de l'huile de vidange, auxquelles on ajoutait des médicaments pour l'effet[réf. nécessaire].
Dans les pays du sous-continent indien, on utilise surtout du ghî (beurre clarifié), mais aussi les déjections d'animaux, le jus de tabac, l'essence de térébenthine, la datura, le café, etc.[réf. nécessaire]
Depuis quelques années, la culture du cannabis et sa transformation en haschich est en forte augmentation en Occident, et de nouvelles techniques de transformation sont apparues. Le skuff n'est en fait qu'une appellation commerciale donnée au haschich fabriqué aux Pays-Bas dans les années 1990. Le mot skuff vient d'une contraction du mot skunk (terme générique sous lequel était désignée la marijuana hollandaise, mais à l'origine un petit méphitiné du Nouveau-Monde, le sconse ou mouffette, via une variété hollandaise de cannabis particulièrement puissante et odorante) et de stuff qui signifie « matos » en anglais. C'est un mot qui n'est quasiment plus utilisé depuis l'apparition de techniques de transformation telle que le water-hash, l’ice-hash, le bubble-hash.[réf. nécessaire]
Ces trois appellations font appel à la même technique : les fleurs sèches sont mises dans une série de sacs tamis spécialement élaborés pour cet usage, puis le tout est plongé dans un seau d'eau et de glace. La température basse modifie les propriétés rhéologiques de la résine, qui de visqueuse et collante devient dure et cassante, ce qui permet de la séparer plus facilement de la matière végétale. Le mélange est remué vigoureusement afin de permettre une bonne séparation. La matière végétale flotte à la surface, tandis que la résine plus lourde traverse le premier tamis et se dépose dans un autre sac enveloppant celui contenant les fleurs. La résine peut alors être tamisée à nouveau afin de séparer les différentes qualités. Celle-ci est ensuite séchée, puis pressée ou laissée sous la forme de poudre, selon les préférences du consommateur.[réf. nécessaire]
Ce mode de fabrication donne un haschich non altéré et de très forte puissance.[réf. nécessaire]
De la même manière que la « résine » du cannabis n'a aucune parenté avec la sève des conifères, ce que l'on désigne comme « pollen » n'a rien à voir avec le pollen des plantes mâles. Il s'agit en fait du nom donné à la résine sous forme de poudre, ou très légèrement pressée (la garda d'Afghanistan par exemple).[réf. nécessaire]

### Conditionnement
Aujourd'hui, le haschich se conditionne surtout en plaquettes, en olives ou en blocs semblables à des savonnettes. Le produit se compacte assez facilement ce qui permet aux trafiquants d'en cacher des quantités importantes dans des volumes restreints.
Les plaquettes sont entourées de cellophane en essayant de rendre l'emballage hermétique à l'eau et à l'air. Ensuite, les plaquettes sont cachées dans des paquets eux-mêmes dissimulés par les trafiquants.
Dans les pays où la consommation de cannabis est réglementée mais tolérée comme les Pays-Bas, des commerces se sont spécialisés dans la vente de conditionnements discrets et secrets spécialement pour le haschich. Il existe ainsi des bombes aérosol de réparation de chambre à air dont le socle se dévisse pour laisser apparaître un double fond, des fausses canettes de soda sont également réalisées sur le même principe ainsi qu'une quantité d'autres objets hétéroclites.

## Variétés

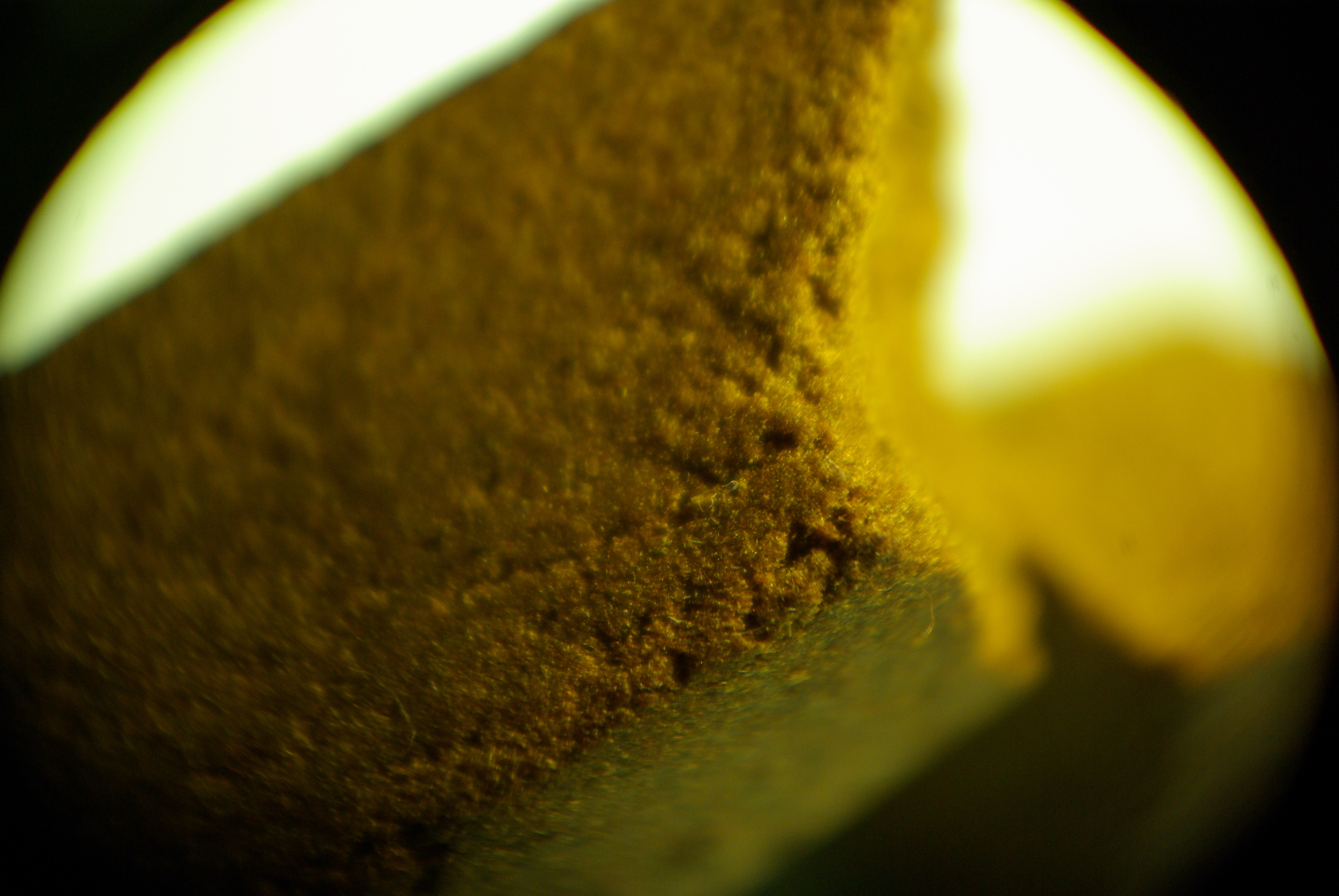
Photo d'un bout de résine en macro.

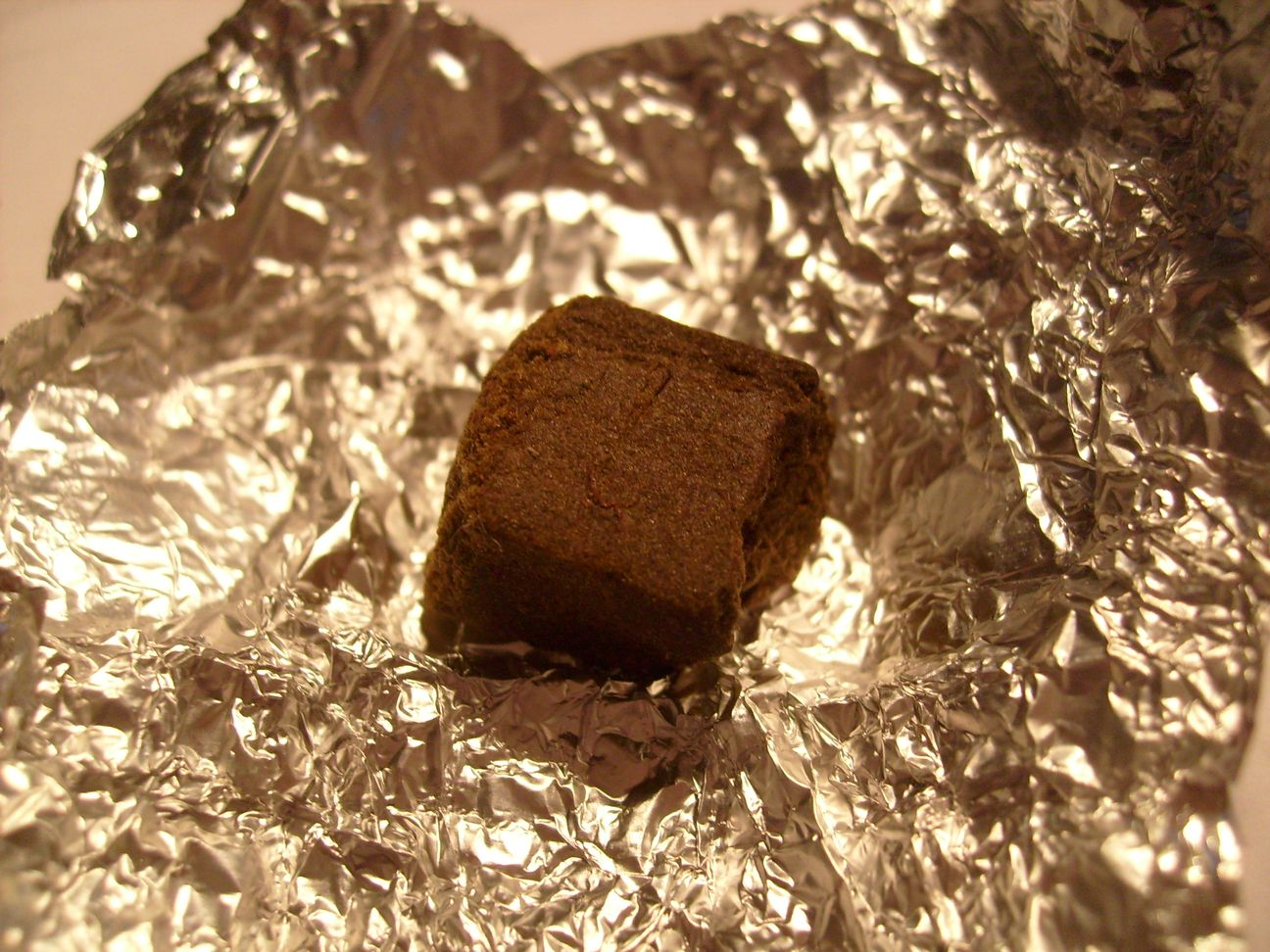
Morceau de résine de cannabis vendue en France.

Le haschich se range dans trois catégories principales :
1. Le « marocain » : produit au Maroc dans la région du Rif, il est de couleur et de consistance variable. C'est un haschich fort et qui pique légèrement la gorge. Des sous-variétés se déclinent du « pollen, zéro-zéro », très sec et poudreux (jaune), à l'« ia » (prononcer « aïa » ou « ayya »), très gras et mou (marron), tbisla (ketama) noir et gras. Les mélanges dits « sum » (terme mercantile), de l'arabe semm سم, poison, sont issus des variétés hollandaises[13] et présentent, s'ils ne sont pas coupés, un plus fort taux de THC. 
 Il y a trois qualités de fabrication : première passe (spécial), deuxième passe (00 - double zéro), la troisième et dernière passe sert à extraire un haschich qui sera par la suite mélangé à de la paraffine, du henné, des plastiques divers, etc. afin d'être revendu principalement à l'étranger. Les Marocains l'appellent resina, mais aussi hantouka ou hartouka ou encore lferchakha. Il contient une forte concentration de THC s'il n'est pas coupé.
2. L'« afghan » : produit au Moyen-Orient sur les contreforts de l'Himalaya, il est de couleur noire ou réglisse. C'est un haschich doux. Des sous-variétés se déclinent de l'« afghan » au « népalais » en passant par le « pakistanais ». Leurs consistances molles permettent de les effriter sans les chauffer, ou de les rouler en fin filament, ce dernier étant inséré au milieu du joint sur toute sa longueur (un "ficelo")
3. Le « libanais » : produit au Proche-Orient, il est de couleur sable-rouge assez proche de l'« ia » en consistance. En Europe, il est rare en raison des troubles qui règnent dans la région de production. Les paysans attendent que les plantes soient presque desséchées sur pied pour récolter les fleurs; c'est de là que provient la couleur rouge typique.

Depuis 2003, la Suisse commence à produire du haschich et à tester différentes recettes. La production correspond environ à 5 % de la demande locale. Trois variétés endémiques sont nommées selon le nom de la montagne où poussent les plants, à savoir : säntis, le pollux et palü.

## Contaminants
Contrairement à l'herbe, le haschich est un produit transformé. Les effets sont plus assommants en général et, en raison de la nature de certains des excipients utilisés, la prise de haschich peut provoquer des maux de tête lancinants ainsi qu'une fatigue accablante.
En France, du fait de sa prohibition et donc de l'absence de contrôle porté sur la qualité du produit, peu de haschichs sont de bonne qualité. D'après une étude indépendante menée par Le Nouvel Observateur, plus de 70 % des haschichs testés contiennent des substances toxiques pour l'humain à faible dose — ou même du tabac[réf. souhaitée].

## Consommation

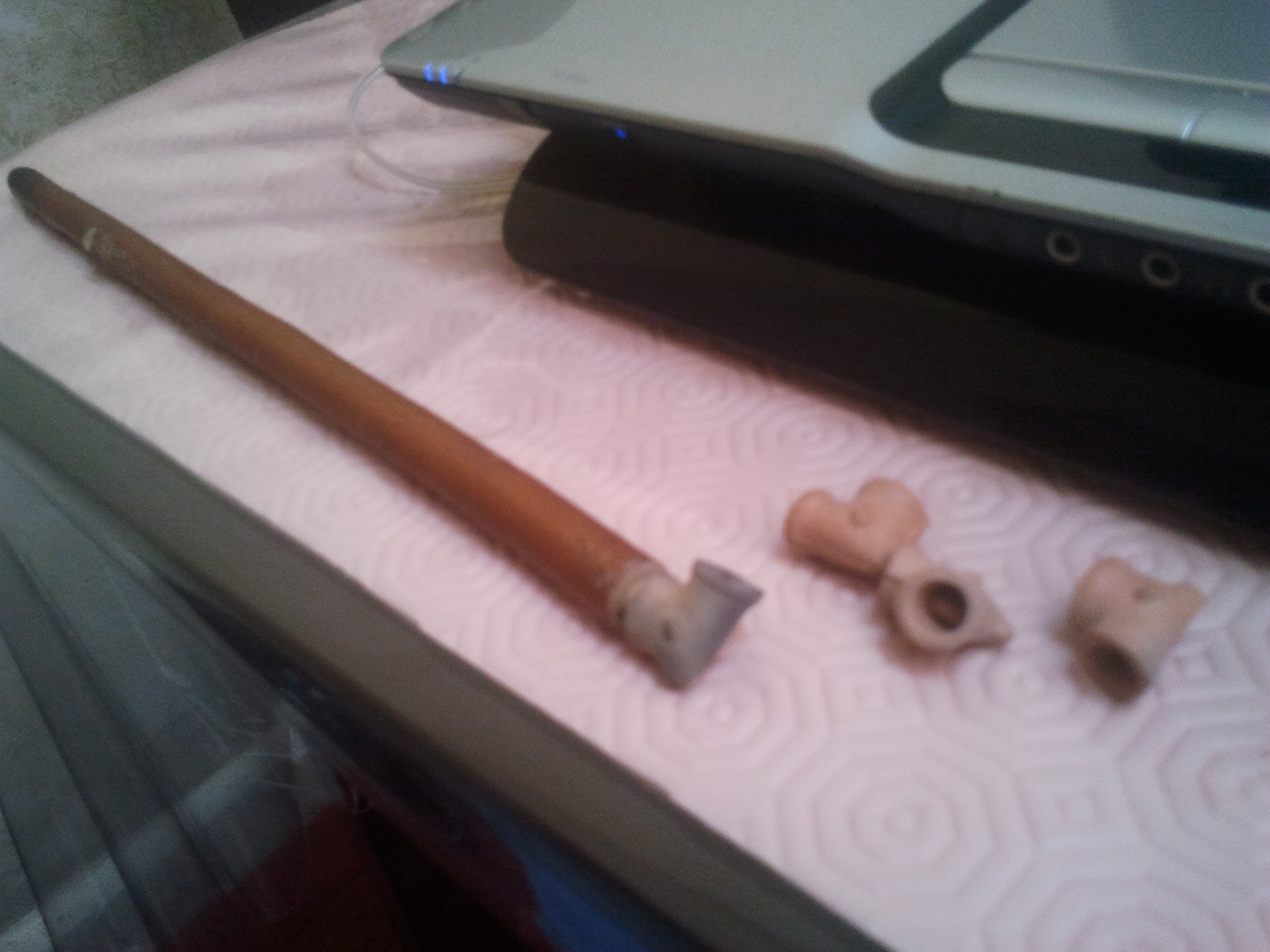
Une pipe avec fourneau très étroit (ici : Sebsi marocaine, ca. 5.5 mm de diamètre) permettant de vaporiser des mini-portions (25 mg.) de haschich pur (sans tabac).

Aujourd'hui, le haschich n'est plus beaucoup consommé par ingestion dans les pays occidentaux, car ce mode de consommation modifie la cinétique de l'ivresse cannabique. Les premiers effets ne se font ressentir qu’au moins une heure voire deux heures après la prise et sont beaucoup plus longs à se dissiper que ceux obtenus par une consommation sous forme de joint. Cet important laps de temps entre la prise et les effets et entre l'arrêt de la consommation et le retour à un état normal cantonne la consommation par voie orale à de rares occasions.
Quant aux assertions voulant que le taux de THC contenu dans le produit serait très largement supérieur à ce qu'il était à l'origine (environ dix fois), elles sont invérifiables. Dans une étude économique du marché de détail du cannabis à Montpellier, Laure Chantrel et Benoît Prévost notent que « Les données disponibles au niveau national font apparaître des faibles taux de THC avec 90 % des quantités saisies d’herbe et presque 80 % des quantités saisies de haschich ont des teneurs en THC inférieures ou égales à 12 % », en s'appuyant sur les taux de concentration en THC des échantillons de cannabis saisis par la police nationale et la douane, en 1999. Que l'évolution de la consommation mondiale ait poussé les fabricants et les intermédiaires à élaborer des recettes plus rentables en coupant le produit avec des substances pas forcément nobles est en revanche avéré[réf. nécessaire].
Ce qui donne au haschich son goût âcre et amer, c'est la matière végétale dont il est tiré.
La consistance, soit très grasse et collante, soit très sèche et solide, est étroitement liée au mode d'obtention du produit et aux types de plantes utilisées.

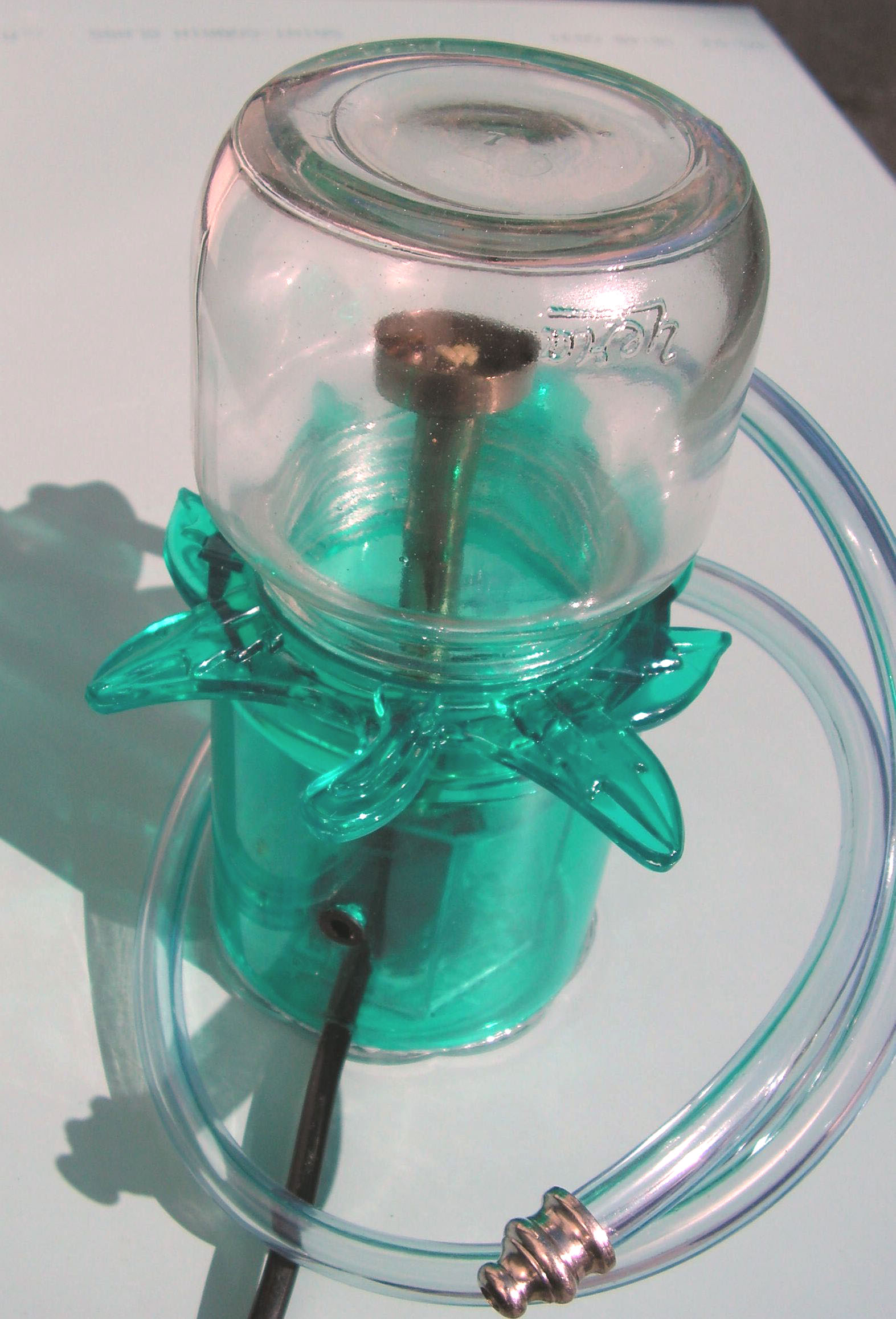
Vaporisateur avec tube flexible.

Le haschich est surtout fumé, sous diverses formes telles que joint, pipe à eau (chalice), petite pipe en terre cuite, en métal ou en bois (chillum, kiseru, midwakh, sebsi), à l'aide d'une cigarette et d'une bouteille (appelé au Québec B.T. (prononcé en anglais.. "bi-ti" ) ex: "fumer à la BT (bouteille) des “bits“ de hash." , ou à l'aide de couteaux chauffés au rouge, etc.

### Dawamesk
Extrait des Paradis artificiels de Charles Baudelaire :

« La plus usitée de ces confitures, le dawamesk, est un mélange d'extrait gras, de sucre et de divers aromates, tels que vanille, cannelle, pistaches, amandes, musc. Quelquefois même on y ajoute un peu de cantharide, dans un but qui n'a rien de commun avec les résultats ordinaires du haschich. Sous cette forme nouvelle, le haschich n'a rien de désagréable, et on peut le prendre à la dose de 15, 20 et 30 grammes, soit enveloppé dans une feuille de pain à chanter, soit dans une tasse de café. »

Préface de Théophile Gautier pour le club des Haschichins

« Charles Baudelaire […] ne vint que rarement […] aux séances de l'hôtel Pimodan où notre cercle se réunissait pour prendre le dawamesk. »

On retrouve le terme de dawamesk comme synonyme de haschich, ou encore confiture verte, dans les lettres et textes des artistes mondains parisiens de la seconde moitié du XIXe siècle, même si cela n'était pas le mot le plus employé.

## Santé
Le haschich, étant donné son mode d'extraction, se retrouve généralement avec des niveaux de THC supérieurs à celui du cannabis consommé sous sa forme florale, malgré tout, les dangers pour la santé restent les mêmes que ceux du cannabis. Le THC présente peu de risques sur la santé physique du consommateur mais pourrait accélérer les effets négatifs sur la santé mentale des individus prédisposés à des maladies mentales telles que la schizophrénie. Le haschich pourrait se montrer plus dangereux si celui-ci est coupé à divers produit chimiques (paraffine, plastique...), mais sa qualité peut facilement être contrôlée et donc éviter l'ingestion de molécules chimiques. Souvent consommé avec du tabac sous forme de joint, les dangers du tabac viennent aussi prendre place dans la consommation du produit. Tout comme sous sa forme florale, l'ingestion d'une dose mortelle de cannabis est théoriquement impossible.

## Législation
Le haschich étant un dérivé du cannabis, la législation le concernant est identique à celle en usage pour ce dernier.

## Économie du haschich et commercialisation
L'économie du haschich représenterait en 2015 10 milliards de $ de chiffre d'affaires annuel. Sa distribution en Europe est étroitement liée à l'émigration marocaine principalement venant de la région du Rif, avec Anvers, pour plaque tournante.

## Le haschich dans l'art

### Tableaux
Le peintre Émile Bernard (1868-1941) a peint en 1900 la Fumeuse de haschich.

### Livres
- Les paradis artificiels de Charles Baudelaire
- Flash ou Le Grand Voyage, de Charles Duchaussois : le périple commence par la récolte et la préparation du haschich au Liban.
- Le Comte de Monte-Cristo de Alexandre Dumas : en accueillant Franz d'Épinay dans son île, le comte lui offre un dîner somptueux, au terme duquel le comte propose à Franz une petite boîte contenant du haschich que les deux personnages consomment à l'aide d'une cuillère.
- Le Club des hachichins, de Théophile Gautier
- Voyage en Orient, de Gérard de Nerval, dont un chapitre est intitulé Le Hachisch.
- Le mangeur de haschisch, de Fitz Hugh Ludlow
- Le Vieux de la Montagne, de Judith Gautier
- Alamut, de Vladimir Bartol : Hassan fait consommer du haschisch aux fédayins pour simuler leur entrée au paradis.

### Cinéma
- Midnight Express (1978) d’Alan Parker, avec Brad Davis, John Hurt

### Citations et ressources en ligne
- Jacques Joseph Moreau, Du hachisch et de l’aliénation mentale, Éditions Fortin, Masson et Cie, Paris, 1845.
- Zykow, Lexique local et international du haschich, Cannaweed.com, partie "Résine", 2007.